# Rosario Pasqualino Vassallo (politico 1861)
Rosario Pasqualino Vassallo (Riesi, 13 agosto 1861 – Roma, 25 marzo 1950) è stato un politico e avvocato italiano.

## Biografia
Fu sottosegretario e ministro. Nel 1920 con Giovanni Giolitti, fu Ministro delle poste e dei telegrafi. All'avvento del Fascismo fu compreso nel Listone ed eletto alla nuova Camera dei Deputati (1924) con Mussolini.
Massone, non si sa dove e quando fu iniziato, ma l'otto settembre 1902 fu affiliato Maestro massone nella Loggia Il rinnovamento di Caltanissetta, fu inoltre Consigliere dell'Ordine e membro del Rito scozzese antico ed accettato.